# Hylaeus cockerelli
Hylaeus cockerelli är en biart som först beskrevs av Carlos Schrottky 1906.  Hylaeus cockerelli ingår i släktet citronbin, och familjen korttungebin. Inga underarter finns listade i Catalogue of Life.